# Leptomantella tonkinae
Leptomantella tonkinae är en bönsyrseart som beskrevs av Morgan Hebard 1920. Leptomantella tonkinae ingår i släktet Leptomantella och familjen Tarachodidae.

## Underarter
Arten delas in i följande underarter:
- L. t. hainanae
- L. t. tonkinae